# Inmaculada Quintanal
María Inmaculada Quintanal Álvarez (La Felguera, 1940-Oviedo, 13 de enero de 2021) fue una musicóloga española que en 1993 se convirtió en la gerente de la Orquesta Sinfónica del Principado de Asturias (OSPA), cargo que ocupó durante una década.

## Trayectoria
Quintanal nació en 1940 en la localidad asturiana de La Felguera, aunque residió en Oviedo. Estudió piano en el Conservatorio de Oviedo y se tituló como profesora de piano, musicología y pedagogía musical en el Real Conservatorio Superior de Música de Madrid. También cursó estudios de armonía, contrapunto y fuga y obtuvo el título de maestra de primaria. Fue catedrática de Musicología de la Universidad de Oviedo.
En 1986, Quintanal se convirtió en la primera mujer miembro del Real Instituto de Estudios Asturianos (RIDEA), pasando más tarde a formar parte de institución Conchita Paredes y María Josefa Sanz. Desde 1993, y durante diez años, Quintanal ocupó el cargo de gerente de la OSPA.
Ejerció como profesora numeraria en el Departamento de Música de la Escuela Universitaria del Profesorado de EGB. Centró su tarea investigadora principalmente en la música asturiana del siglo XVIII, realizando varios trabajos y transcripciones.
En 2012, Quintanal fue la pregonera de las fiestas de San Pedro de La Felguera, su localidad natal. En enero de 2021, falleció en Oviedo a los 80 años.

## Obra
- 1977, Juan Páez Centella, maestro de capilla de la catedral de Oviedo, Boletín del Instituto de Estudios Asturianos. ISSN: 0020-384X.[8]
- 1978, Enrique Villaverde, maestro de capilla de la catedral de Oviedo, Revista de Musicología. ISSN: 0210-1459.[9]
- 1978, Misa breve y Salve del maestro Villaverde. Transcripciones y análisis, Oviedo
- Asturias. Canciones, Oviedo 1980, recopilación y revisión de canciones asturianas e infantiles, adaptadas a los diferentes niveles de EGB.[3]
- 1983, La música en la Catedral de Oviedo en el siglo XVIII, Oviedo: Centro de Estudios del siglo XVIII, Consejería de Educación y Cultura del Principado de Asturias, 1983. ISBN: 84-600-3183-7.[10]